# Augstgau
Der Augstgau war eine historische Landschaft und ein Gau im Herzogtum Schwaben. Er umfasste die Gebiete im Winkel zwischen Aare und Rhein, im Westen begrenzt durch Birs und Lüssel bzw. Siggern. Den Namen bezieht der Augstgau von der Ortschaft Augst, dem römischen Augusta Raurica, wo bis ins 7. Jahrhundert ein Bischof residierte. 
Die erste urkundliche Nennung des Augstgaus geht ins Jahr 752 zurück. Es ist umstritten, ob der Augstgau von jeher als eigenständiger Gau existierte, oder ob er sich als Abspaltung aus dem Aargau ergab. Der Augstgau seinerseits zerfiel in den Sisgau (ca. 835), den Frickgau (926) und den Buchsgau (1080). Es wird vermutet, dass die Grafen von Homberg die Nachkommen der Grafen des Augstgaus waren.

## Liste der Herrscher im Augstgau
- Chadaloh II. (Alaholfinger), Graf im Augstgau zwischen 890 und 894